# Сеид Нур ел Араби джамия
Сеид Нур ел Араби джамия (на македонска литературна норма: Сејид Нур Ел Араби џамија) е мюсюлмански храм в град Струмица, в югоизточната част на Северна Македония. Сградата е единствената действаща джамия в града..
Джамията е изградена в 1985 година и след затварянето на Орта джамия, е единствената действаща в Струмица. В началото е изградена малка джамия без минаре, която по-късно в 1990 година е разширена. Носи името на Нур ел Араби, египетски мистик от XIX век.